# Le Gruffalo

Le Gruffalo (The Gruffalo) est un court métrage d'animation britannique réalisé par Max Lang et Jakob Schuh, diffusé en Grande-Bretagne à la télévision sur la BBC le 25 décembre 2009. Le film bénéficie d'une sortie au cinéma en France le 19 octobre 2011. Le film est une adaptation de Gruffalo, livre illustré pour la jeunesse écrit par Julia Donaldson et illustré par Axel Scheffler.

## Synopsis

### Première partie: les écureuils
Alors que deux petits écureuils jouent sur une branche d'arbre près de leur hotte en attendant leur mère qui était partie chercher une noisette, un hibou passe. Les deux écureuils se réfugient dans leur hotte avec leur mère. Pour passer le temps, la mère raconte une histoire (voir partie II) et à la fin, elle va chercher la noisette qu'elle avait oubliée.

### Seconde partie: l'histoire du Gruffalo
Une souris se promène dans un bois, en cherchant désespérément une noisette. Elle continue à chercher lorsqu'elle voit un arbre plein de noisettes. La souris décide d'y aller. Mais elle croise un renard qui veut l'inviter dans son terrier. La souris pense qu'elle va se faire dévorer, alors elle dit qu'elle a rendez-vous avec un gruffalo, une bête imaginaire. Le décrivant comme une bête horrible, elle dit au renard que le plat préféré de la bête est un renard rôti. Le renard s'enfuit alors aussitôt.
Continuant sa route, elle croise un hibou qui veut lui aussi l'inviter. La souris emploie alors la même ruse qu'avec le renard. Le hibou, bien sûr, s'enfuit.
Puis la souris refait la même chose avec un serpent. Après avoir parcouru le chemin sans s'être fait dévorer, elle se trouve nez-à-nez avec une bête comme elle l'avait décrit, un gruffalo...
Pour échapper au monstre, elle lui fait croire qu'elle est la terreur de la forêt. Pendant ce temps, les trois prédateurs qu'a croisés la souris comprennent qu'elle leur a menti et la cherchent pour la manger.
Mais à chaque fois qu'elle passe devant un des animaux, le gruffalo, derrière la souris, fait fuir les animaux aussi vite que l'éclair. À la fin, la souris souffle dans l'oreille du gruffalo, que son plat préféré, c'est... du pâté au gruffalo. Le monstre s'enfuit à son tour. Puis la souris trouve une noisette et la mange sur un rocher.

## Fiche technique
- Titre : Le Gruffalo
- Titre original : The Gruffalo
- Réalisation : Max Lang et Jakob Schuh
- Scénario : Julia Donaldson, Max Lang et Jakob Schuh, d'après le livre de Julia Donaldson et Axel Scheffler
- Musique : René Aubry
- Montage : Robin Sales
- Décors : Matthias Bäuerle et Klaus Morschheuser
- Pays de production :  Royaume-Uni
- Langue originale : anglais
- Genre : animation
- Durée : 27 minutes
- Dates de sortie : 
  - États-Unis : 25 décembre 2009
  - France : 19 octobre 2011

## Distribution

### Voix originales anglaises
- Helena Bonham Carter : la mère écureuil
- James Corden : la souris
- Tom Wilkinson : le renard
- John Hurt : le hibou
- Rob Brydon : le serpent
- Robbie Coltrane : le gruffalo
- Sam Lewis : le premier petit écureuil
- Phoebe-Givron-Taylor : le deuxième petit écureuil

### Voix françaises
- Zabou Breitman : la mère écureuil
- Mélanie Dermont : le petit gruffalo
- Pierre Lognay : la souris
- Jean-Daniel Nicodème : le renard
- Bernard Faure : le hibou
- Philippe Allard : le serpent
- Pascal Racan : le gruffalo
- Aaricia Dubois : le premier petit écureuil
- Arthur Dubois : le deuxième petit écureuil

Source : Allodoublage

### Voix occitanes
- Monica Burg : la mère écureuil
- Philippe Neyrat : la souris
- Laurent Labadie : le renard
- Olivier Pijasson : le hibou
- Joan Francés Tisnèr : le serpent
- Sergí Faugiera : le gruffalo
- Adrien Pla : le premier petit écureuil
- Cecila Chapduelh : le deuxième petit écureuil

Source : Conta'm Doblatge

## Récompenses
En 2010, le film remporte le prix du meilleur programme pour la télévision au Festival international du film d'animation d'Annecy. En 2011, le film est nommé pour l'Oscar du meilleur court métrage d'animation.